# روبرت براونلي
روبرت براونلي (بالإنجليزية: Robert Brownlee)‏ هو كيميائي أمريكي، ولد في 1942، وتوفي في 1991.